# Лимановка (Лозовский район)
Лимановка (укр. Лиманівка; до 2024 года — Панютино) — посёлок, Панютинский поселковый совет, Лозовский городской совет, Харьковская область, Украина.
Является административным центром Панютинского поселкового совета, в который, кроме того, входит село Хлебное.

## Географическое положение
Посёлок городского типа Лимановка находится у истоков реки Лозовая. К посёлку примыкает село Хлебное. Через посёлок проходят автомобильная дорога Т-2107 и железная дорога, станция Панютино.

## История

### 1869—1917
Линейная станция и железнодорожный посёлок, под первоначальным названием: «Лозовая-Азовская», возникли в 1869 году, во время прокладки «Курско-Харьково-Азовской» железной дороги. Вскоре, в связи со строительством Лозово-Севастопольской линии, в 7 верстах от станции «Лозово-Азовская», была образована узловая станция «Лозовая-Севастопольская»… Поэтому линейную станцию и посёлок переименовали в Панютино (по фамилии землевладельца — генерала Василия Константиновича Панютина — на землях которого они были построены), чтобы избежать путаницы в названиях линейной и узловой станций.
В 1870-х годах у Панютино уже было две застроенных каменными домами улицы — Лимановка и Ивановка. Также в те годы вблизи станции Панютино были построены паровозное депо и железнодорожные мастерские. Паровозное депо являлось оборотным для пассажирских и товарных паровозов из депо: «Харьков-Главный», «Славянск», а с 1895 года и «Мелитополь».
По состоянию на 1902 год, станция Панютино являлась дополнением к узловой станции Лозовая по обслуживанию наиболее деятельного участка Курско-Харьково-Севастопольской ж.д. Здесь сосредоточено большое паровозное депо (приписной паровозный парк — товарные паровозы типов: 0-3-0 и 0-4-0), малые ремонтные мастерские, колония паровозных бригад…
- В 1869 году основаны посёлок и железнодорожная станция под названием Лозовая-Азовская, которая входила в Лозовской железнодорожный узел на пересечении Курско-Харьковско-Азовской и Лозово-Севастопольской дорог; позднее станцию переименовали в Панютино (по фамилии бывшего владельца этих земель генерала Фёдора Сергеевича Панютина), чтобы избежать путаницы с другой станцией под названием Лозовая-Севастопольская[4].

В 1870-х годах, вблизи станции Панютино были построены паровозное депо и железнодорожные мастерские, постепенно росло население. Основных улиц было две — Лимановка и Ивановка (названия не сохранились). Среди рабочих мастерских проводили пропаганду социалистические партии и организации.

### 1918—1991
Осенью 1917 года посёлок был взят под контроль отрядами Центральной Рады. В декабре этого же года Панютино захватили отряды Красной Гвардии, которые двигались на юг из Харькова по железной дороге. Эта территория вошла в состав Донецко-Криворожской Советской Республики. В апреле 1918 года Лимановку занимают австро-немецкие войска вместе с отрядами Всеволода Петрова, военачальника УНР.
С 29 апреля по 14 декабря 1918 года входило в состав Украинской державы.
Во время Гражданской войны в России 1918—1923 годов в начале 1919 года Панютино занимают красные под командованием П. Е. Дыбенко. В том же году их на некоторое время сменяют белые деникинцы, затем вновь устанавливается советская власть..
В 1925—1926 годах депо и весь паровозный парк были переведены в район узловой станции Лозовая, где к этому времени было построено новое депо — депо Лозовая, а местные железнодорожные мастерские были преобразованы в вагоноремонтный завод.
С 22 июня 1941 года вагоноремонтный завод перешёл на военное положение. В конце июля 1941 года Панютино подверглось первым бомбардировкам. В октябре посёлок был занят немецкими войсками. Кроме немцев, здесь также стояли румынские подразделения. Вагоноремонтный завод был эвакуирован в Боготол, где находился до 1946 года.

Современный вокзал в Панютино

Во время оккупации в Лимановке действовала подпольная группа, в состав которой входили П. Ильин, Г. Очеретенко, Л. Мауслис, И. Чернова, Е. Соловьёва и другие. Они распространяли листовки, проводили подрывные работы — портили оборудование на электростанции, препятствовали выходу из ремонта немецких танков. Оккупанты жестоко расправились с подпольщиками.
27 января 1942 года войсками 270-й стрелковой дивизии (полковник З. Ю. Кутлин) 6-й армии (генерал-майор А. М. Городнянский) Юго-Западного фронта в ходе Барвенковско-Лозовской операции 18—31.01.1942 года Панютино было освобождено. Советские войска находившиеся здесь уже в мае были окружены и разгромлены вермахтом.
Окончательно Лимановка была освобождена 16 сентября 1943 года силами 35-й гвардейской стрелковой дивизии.
В 1955 году здесь действовали вагоноремонтный завод, железнодорожное училище, средняя школа, семилетняя школа, начальная школа, вечерняя школа рабочей молодёжи, библиотека, клуб, стадион и парк культуры.
В 1974 году здесь действовали вагоноремонтный завод и профессионально-техническое училище.
В январе 1989 года численность населения составляла 8108 человек.

### После 1991
В мае 1995 года Кабинет министров Украины утвердил решение о приватизации находившегося здесь завода «Электродвигатель».
На 13.11.2024 года численность населения составляла около 3 тысячи человек.
В 2024 была переименована в Лимановку

## Экономика

### Промышленность
Посёлок известен крупным государственным предприятием «Украинский государственный центр по эксплуатации специализированных вагонов», или «Укрспецвагон» (бывший Панютинский вагоноремонтный завод). Работают завод «Электродвигатель», который обслуживает посёлок запчастями, и Панютинская промышленная площадка Шебелинского линейно-производственного управления магистральных газопроводов. Также на территории завода имеется трансформаторная подстанция высокого напряжения, ГКС (газо-компрессорная станция).

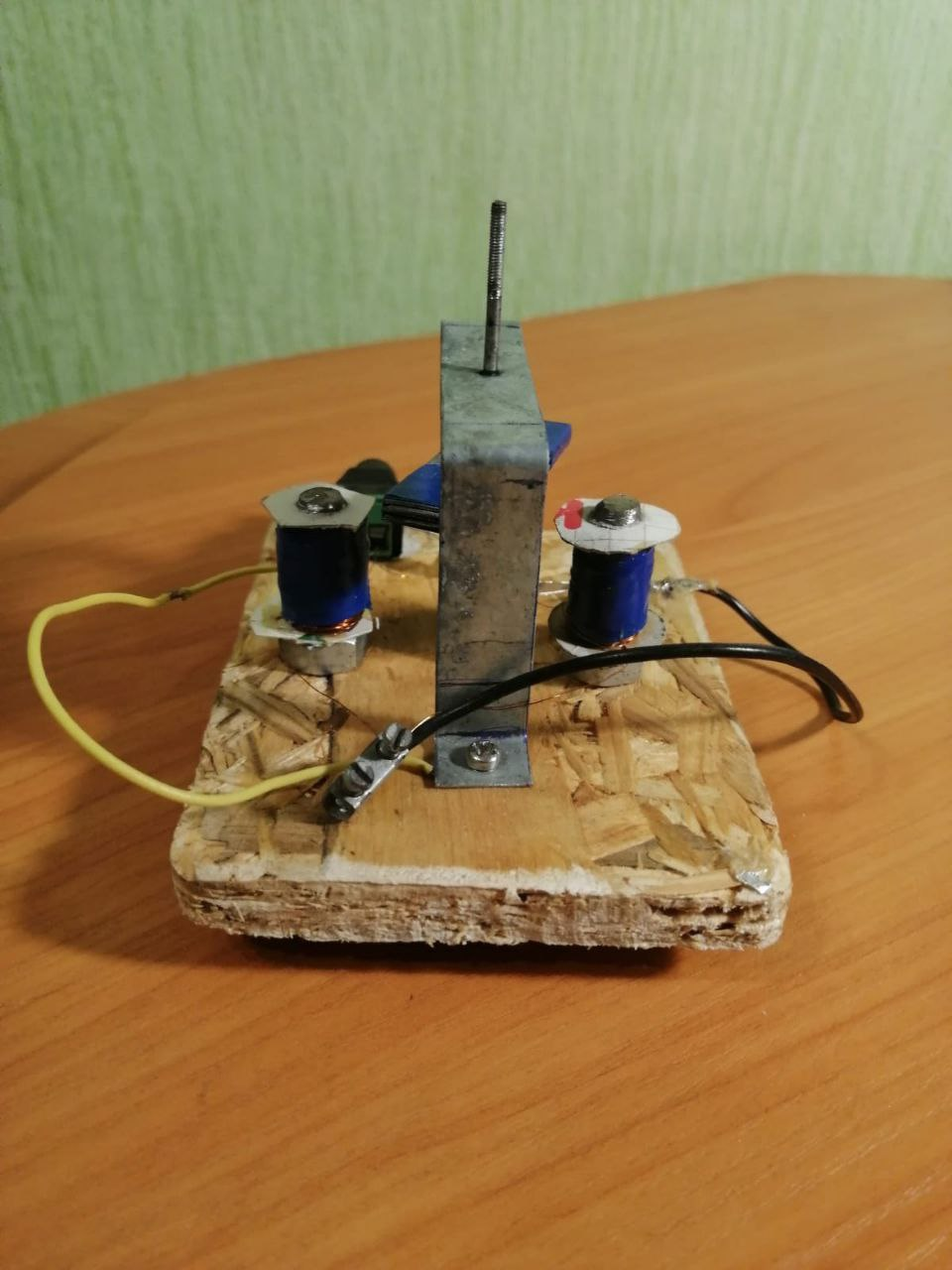
Электродвигатель

### Общественный транспорт
Общественный транспорт посёлка представлен двумя видами: железнодорожным (станция на линии Харьков — Лозовая) и автомобильным.
Имея выгодное территориальное расположение, с помощью электропоездов местного сообщения, жители посёлка могут с легкостью добраться к ближайшему районному центру г. Лозовая, что является крупной узловой станцией.
Кроме того, действующие маршруты такси и маршрутных такси предоставляют возможность передвижения на территории поселка, а также за его пределы — в ближайшие населенные пункты.
Маршруты:
- 4 микрорайон — Рынок — Лимановка
- Панютино — Лимановка
- 4 микрорайон — Рынок — Лимановка (западный район)
- 4 микрорайон — Рынок — Лимановка — Хлебное

### Торговля
В посёлке функционирует порядка 20 различных магазинов и ларьков.

### Другие сервисы
Представлены другими инстанциями посёлка: банкоматы «Ощад Банк» и «Приват-Банк», отделение почты, несколько аптек, вокзал с кассой, такси и прочее.

## Известные уроженцы, жители
Николай Александрович Фуфрянский (1912—1997) — советский учёный, специалист в области локомотивов и локомотивного хозяйства, заслуженный деятель науки и техники РСФСР.

## Образование
Образовательная сеть представлена:
- КЗ «Лимановский лицей» № 1
- Лимановский аграрный лицеем (бывшее ПТУ № 56 на данный момент не работает).
- В районе с. Хлебное существует Лимановская ООШ 1—2 ступеней № 2.
- Лимановская детская музыкальная школа № 1.
- ЗДО (ясли-сад) № 1 «Барвинок»
- ЗДО (ясли-сад) № 2 (район Северный)
- Художественная школа (в здании школы № 1)

## Спорт
Посёлок имеет стадион, спортзал, футбольную и волейбольную команду «Локомотив», финансирование которых проводиться органами местного самоуправления и администрацией филиала «ПВРЗ». Соответственно основным видом спорта является футбол. В каждой части посёлка есть как минимум по одному стадиону.
Действует секция вольной борьбы. Также в Доме культуры существуют секции танцев, шахмат, шашек, кружок пения.
В районе Дома культуры размещена самая большая функционирующая детская площадка.

## Религия
Действует православная церковь (УПЦ МП), которая находится на улице Восьмого марта, и баптистская община (улица Пугачёва, 9).

## Районирование
Панютино неформально разделено на районы: «Северный», «Западный», «Газопровод», «Центр», «Въезд», 《Остров》 и «Хлебное».
Существует формальная организация жилмассива «Газопровод».

## Достопримечательности
- Братская могила советских воинов 1942-1943 гг. (Похоронено 456 воинов).
- Памятник воинам-авганцам 1979—1989 гг.
- Памятник Дзержинскому Ф. Э.(снесли).